# Космач (Смоленская область)
Космач — деревня в Монастырщинском районе Смоленской области России. Входит в состав Гоголевского сельского поселения. По состоянию на 2007 год постоянного населения не имеет.
Расположена в западной части области в 18 км к югу от Монастырщины, в 46 км западнее автодороги А141 Орёл — Витебск. В 51 км восточнее деревни расположена железнодорожная станция Васьково на линии Смоленск — Рославль.

## История
В годы Великой Отечественной войны деревня была оккупирована гитлеровскими войсками в июле 1941 года, освобождена в сентябре 1943 года.